# Вурм, Мэри
Мэри Вурм (англ. Mary Wurm, настоящее имя Мария Йозефина Агнес Вюрм, нем. Marie Josephine Agnes Würm; 18 мая 1860, Саутгемптон — 21 января 1938, Мюнхен) — англо-германская пианистка, композитор, дирижёр и музыкальный педагог.
Родилась в семье немецких музыкальных педагогов, работавших в Англии. Младшие сёстры Алиса, Матильда и Адела также стали музыкантами, однако изменили свою фамилию на Верн.
В 1869—1877 гг. училась в Штутгартской консерватории у Диониса Прукнера (фортепиано) и Людвига Штарка (гармония), затем в 1880—1882 гг. в Консерватории Хоха у Клары Шуман (фортепиано) и Иоахима Раффа (композиция). Затем вернулась в Лондон и занималась композицией под руководством Чарльза Вильерса Стэнфорда, Артура Салливана и Франка Бриджа. Наконец, в 1886 г. совершенствовалась как композитор в Лейпциге у Карла Райнеке. Много позже брала также уроки у Энгельберта Хумпердинка для работы над оперой.
Дебютировала как солистка в 1882 г. в лондонском Хрустальном дворце, однако в дальнейшем предпочитала жить и выступать в Германии. Наряду с сольными выступлениями работала и как аккомпаниатор (в частности, с Аличе Барби), а также привлекала к себе внимание импровизацией на заданные темы. После двухлетнего перерыва в карьере в 1896—1898 гг. для лечения туберкулёза вернулась на музыкальную сцену как дирижёр, основав в Берлине женский оркестр и выступая во главе этого коллектива в течение двух сезонов в Берлине, Магдебурге, Франкфурте-на-Одере и других немецких городах. В 1900 г. знакомство с Элизабет Каланд изменило взгляды Вурм на пианистическую технику, и свою дальнейшую педагогическую карьеру она посвятила пропаганде методов Людвига Деппе, в том числе при преподавании в Ганноверской консерватории. В 1914 г. ею было опубликовано учебное пособие «Практическое введение в метод Каланд» (нем. Praktische Vorschule zur Caland-Lehre), готовившее юных пианистов к дальнейшему обучению по этому методу.
Среди композиций Мэри Вурм — опера «Совиновники» (нем. Die Mitschuldigen) по одноимённой пьесе Иоганна Вольфганга Гёте, фортепианный концерт (1898), два струнных квартета, две сонаты для скрипки и одна для виолончели, многочисленные фортепианные пьесы, песни. В начале XX века она работала над материалами для словаря композиторов, в конце жизни — над книгой «Моцарт в Мюнхене», но ни то, ни другое не было опубликовано.